# Lisas (Calcídica)
Lisas o Haisa (en griego, Λίσαι) fue una antigua ciudad griega de la península Calcídica. 
Es citada por Heródoto como una de las ciudades —junto a Lipaxo, Combrea, Campsa, Gigono, Esmila y Enea— situadas en las proximidades del golfo Termaico, en una región llamada Crosea, cercanas a la península de Palene donde Jerjes reclutó tropas en su expedición del año 480 a. C. contra Grecia.
Puesto que Lisas no aparece en ninguna otra fuente, se ha sugerido que el topónimo debió ser un error de un escriba que en realidad se debería referir a una ciudad llamada Αἶσα que perteneció a la liga de Delos puesto que aparece en el registro de tributos a Atenas del año 434/3 a. C.